# Plutodes separata
Plutodes separata là một loài bướm đêm trong họ Geometridae.